# Hải Minh
Hải Minh là một xã thuộc huyện Hải Hậu, tỉnh Nam Định, Việt Nam.

## Địa lý
Xã Hải Minh nằm ở phía bắc huyện Hải Hậu, cách trung tâm thành phố Nam Định 24 km, có vị trí địa lý:
- Phía đông giáp với xã Hải Anh
- Các phía còn lại giáp huyện Trực Ninh.

Xã Hải Minh có diện tích 8,77 km², dân số năm 2022 là 20.657 người, mật độ dân số đạt 2.355 người/km².

## Hành chính
Xã Hải Minh được chia thành 21 xóm: 1, 2, 3B, 4, 5, 6, 7, 8, 9 Liên Minh, 9 Tân Tiến, 10 Liên Minh, 10 Tân Tiến, 30, 31, 32, 33, 34, 35, 37, Bắc Hải, Gò.

## Lịch sử
Năm 1511, thành lập xã Kim Đê.
Năm 1863, đổi tên xã Kim Đê thành xã Phương Đê.
Năm 1949, đổi tên xã Phương Đê thành xã Minh Khai.
Ngày 15 tháng 10 năm 1952, Thủ tướng Chính phủ ban hành Nghị định số 224-TTg về việc đổi tên xã Minh Khai thành xã Hải Minh.
Năm 1956, thành lập xã Hải Bình trên cơ sở một phần của xã Minh Khai và 8 xóm của xã Minh Đức.
Ngày 28 tháng 8 năm 1971, Bộ trưởng Phủ Thủ tướng ban hành Quyết định số 223/QĐ-TTg về việc sáp nhập xã Hải Bình vào xã Hải Minh.
Ngày 2 tháng 12 năm 2021, HĐND tỉnh Nam Định ban hành Nghị quyết số 61/2021/NQ-HĐND về việc:
- Thành lập Xóm 2 trên cơ sở Xóm 2A và Xóm 2B.
- Thành lập Xóm 4 trên cơ sở Xóm 4A và Xóm 4B.
- Thành lập Xóm 7 trên cơ sở Xóm 7A và Xóm 7B.
- Sáp nhập Xóm 3 Liên Minh vào Xóm 8.
- Sáp nhập Xóm 3A vào xóm Bắc Hải.

## Kinh tế - xã hội
Kinh tế của xã Hải Minh khá đa dạng, gồm nông nghiệp (trồng lúa), đồ gỗ mỹ nghệ cao cấp, mây tre đan xuất khẩu và nghề cây cảnh.
Xã có Chợ Mới là nơi mua sắm của mọi người dân trong xã.
Hải Minh có cụm công nghiệp làng nghề (CCN) rộng 7 ha được đầu tư xây dựng qua 2 giai đoạn. Giai đoạn đầu hoàn chỉnh xây dựng cơ sở hạ tầng 4 ha để các doanh nghiệp chế biến gỗ, sản xuất hàng mây tre đan,... trong xã đầu tư mở rộng sản xuất, bảo đảm an toàn môi trường sống trong khu dân cư. Giai đoạn 2 do Công ty cổ phần Mỹ nghệ Hải Minh làm chủ đầu tư dự án đầu tư phát triển làng nghề truyền thống Hải Minh, tập hợp các cơ sở sản xuất vệ tinh để phát triển thị trường, quảng bá thương hiệu tới khách hàng trong và ngoài nước. Sản phâm chủ lực là đồ gỗ mỹ nghệ và cây cảnh nghệ thuật.
Xã khuyến khích tạo điều kiện cho ngành nghề truyền thống phát triển, mở rộng nghề sản xuất đồ gỗ, đan bẹ chuối, sản xuất gạch tuynel, dệt may,...
Để làng nghề hoạt động hiệu quả, ngoài CCN tập trung đã có, xã chỉ đạo xây dựng làng nghề ở xóm 1, xóm 4A với hệ thống nhà xưởng, nhà giới thiệu sản phẩm; mở các lớp đào tạo nghề cho 200-300 lao động; phấn đấu, các ngành nghề thu hút tạo việc làm cho khoảng 4.000 lao động. Đến năm 2015, xã phấn đấu đạt giá trị sản xuất CN-TTCN - dịch vụ đạt trên 306 tỷ đồng, chiếm gần 75% tỷ trọng cơ cấu kinh tế của xã.
Xã là nơi nổi tiếng với giàn nhạc kèn nổi tiếng, làng nghề đồ gỗ, cây cảnh và có rất nhiều nhà thờ Thiên Chúa giáo
Môi trường: Xã Hải Minh tổ chức duy trì thường xuyên công tác dọn vệ sinh môi trường ở các khu dân cư trong xã vào cuối tháng, vì thế môi trường luôn được đảm bảo.
Y tế: Xã có một Trạm xá phục vụ khám chữa bệnh của người dân.
Giáo dục trên địa bàn xã:
- Trường THCS: Hải Minh A và Hải Minh B.
- Trường Tiểu học: Hải Minh A và Hải Minh B.

## Văn hóa
Tôn giáo: Phật giáo và Thiên chúa giáo, có nhà thờ giáo xứ Phạm Pháo, Tân Bồi, Nam Hòa, Trại Đáy và các họ lẻ thuộc các giáo xứ trên. Hiện nay có khoảng 10 nhà thờ tại xã Hải Minh.
Cộng đồng Thiên chúa giáo phát triển rất mạnh mẽ với nhiều hội đoàn, các hoạt động như: Tuần chầu, ngày lễ kỷ niệm,... diễn ra hầu hết thời gian trong năm, được tổ chức luân phiên tại các nhà thờ. Cộng đồng người theo đạo Thiên Chúa nắm hầu hết kinh tế trong xã. Ước lượng khoảng 85% kinh tế nằm trong vùng cộng đồng Thiên chúa giáo.
Con người xã Hải Minh nổi tiếng chịu khó, hoạt bát và linh hoạt nhất trong huyện Hải Hậu. Đặc biệt là vùng cộng đồng người dân theo đạo Thiên Chúa giáo.
Nhà đông con là đặc điểm của các hộ gia đình cộng đồng Thiên Chúa giáo ở Hải Minh. Cũng chính vì lý do này mà họ có tinh thần vươn lên, vượt khó và trở lên giàu mạnh. Vào thế hệ trước, mỗi gia đình có trung bình khoảng 7-9 người con nhưng giới trẻ hiện nay đã sinh số con ít hơn, trung bình khoảng 3-4 người con trong mỗi gia đình.
Xã Hải Minh có chùa Phúc Hải là di tích lịch sử văn hóa, ngày mở hội từ ngày 1 đến 3 tháng 3 âm lịch hàng năm. Có rất nhiều du khách tới du lịch tại cầu chợ Lương, cây cầu có di tích lịch sử của quốc gia.

## Giao thông
Xã Hải Minh có nhiều sông gồm có: Sông Chẻ, sông Cao Tầng, sông Thống Nhất, sông An, sông Trại Bóng và sông Đối, giao thông đường bộ gồm có các đường nhựa chạy dọc theo các con sông này. Đây là địa phương có dự án Đường cao tốc Ninh Bình – Hải Phòng đi qua.